# Вааса (царь Израиля)
Ваа́са, Бааша или Баеша (др.-евр. בַּעְשָׁא‬, в Септуагинте др.-греч. Βαασά), — третий царь Израильского царства, пришедший к власти в результате заговора и правивший 24 года. Описание царствования Ваасы можно найти в третьей книге Царств (15:16—16:6).

## Библейское повествование
О жизни Ваасы до восшествия на престол нам ничего неизвестно. Библия сообщает только то, что он происходил из колена Иссахарова и был незнатного рода, сыном человека по имени Ахия. Во время осады города Гавафон Вааса возглавил заговор с целью убийства израильского царя Надава (Навата). Заговор увенчался успехом, и Вааса сел на престол. С целью укрепления своей власти он истребил всех потомков Иеровоама, отца Надава.
Дальше о царствовании Ваасы известно, что он продолжал следовать идолопоклонническому примеру Иеровоама до тех пор, пока он, пользуясь покровительством сирийского царя Бен-Хадада (Венадада), не повёл своё войско против Иудеи. Первым делом Вааса принялся строить город Раму в 8 км к северу от Иерусалима, чтобы перерезать торговые пути, связывающие Иудею с Израилем и другими северными странами.
Иудейский царь Аса собрал всё золото Иерусалимского храма и отдал его сирийскому царю в обмен на союз с сирийцами против израильтян. Бен-Хадад согласился и напал на оставшиеся без защиты северные области Израиля. Вааса вынужден был бросить строительство и отвести армию в Тирцу. Пользуясь этим, Аса приказал забрать все строительные материалы, приготовленные для строительства Рамы, и построить из них два города: Гебу (Геву) и Мицпу (Мицфу). Кроме того, для защиты от дальнейших угроз с севера, Аса распорядился выкопать ров.
Больше Вааса не предпринимал попыток завоевать Иудею и на двадцать четвёртом году правления скончался в своем дворце, оставив престол своему сыну Иле. Пророк Ииуй, сын Анании, предсказал, что после смерти Ваасы его род будет пресечён за всё то зло, которое он творил в глазах Бога.